# Communes de la ville métropolitaine de Bologne
- Haut – A
- B
- C
- D
- E
- F
- G
- H
- I
- J
- K
- L
- M
- N
- O
- P
- Q
- R
- S
- T
- U
- V
- W
- X
- Y
- Z

## A
- Anzola dell'Emilia
- Argelato

## B
- Baricella
- Bazzano
- Bentivoglio
- Bologne
- Borgo Tossignano
- Budrio

## C
- Calderara di Reno
- Camugnano
- Casalecchio di Reno
- Casalfiumanese
- Castel Guelfo di Bologna
- Castel Maggiore
- Castel San Pietro Terme
- Castel d'Aiano
- Castel del Rio
- Castel di Casio
- Castello d'Argile
- Castello di Serravalle
- Castenaso
- Castiglione dei Pepoli
- Crespellano
- Crevalcore

## D
- Dozza

## F
- Fontanelice

## G
- Gaggio Montano
- Galliera
- Granaglione
- Granarolo dell'Emilia
- Grizzana Morandi

## I
- Imola

## L
- Lizzano in Belvedere
- Loiano

## M
- Malalbergo
- Marzabotto
- Medicina
- Minerbio
- Molinella
- Monghidoro
- Monte San Pietro
- Monterenzio
- Monteveglio
- Monzuno
- Mordano

## O
- Ozzano dell'Emilia

## P
- Pianoro
- Pieve di Cento
- Porretta Terme

## S
- Sala Bolognese
- San Benedetto Val di Sambro
- San Giorgio di Piano
- San Giovanni in Persiceto
- San Lazzaro di Savena
- San Pietro in Casale
- Sant'Agata Bolognese
- Sasso Marconi
- Savigno

## V
- Vergato

## Z
- Zola Predosa